# La Partida
La Partida est une île mexicaine située dans le golfe de Californie au large des côtes de la Basse-Californie du Sud.

## Géographie
L'île est située au sud du golfe de Californie et se trouve au sud de la baie de La Paz à environ 45 km au nord de La Paz. Elle est séparée par un étroit isthme de 200 m de large de l'île Espíritu Santo située à sa pointe suite. L'île fait environ 7.2 km de longueur et 4 km de largeur maximales pour 15.5 km2 de superficie totale.
L'île La Partida est inhabitée et est labellisée par l'UNESCO comme une biosphère. Elle accueille des plages extrêmement réputées uniquement accessibles par bateau.

## Histoire
En 2005, l'île a été classée avec 244 autres au Patrimoine mondial de l'humanité par l'UNESCO comme Îles et aires protégées du Golfe de Californie.